# Maria Caniglia
Maria Caniglia (5. května 1905, Neapol, Itálie – 16. dubna 1979 Řím) byla italská sopranistka.

## Rola a angažmá
Studovala u Recherové v Neapoli. Poprvé vystoupila jako Chrystothemis v opeře Elektra Richarda Strausse roku 1930 v Turíně.

### Angažmá
- 1931-1951 – La Scala
- 1937, 1939 a 1950 – Royal Opera House v Covent Garden
- 1938 a 1939 – Metropolitní opera

### Role
Byla první Roxanou v opeře Cyrano z Bergeraku Franca Alana
- Tosca
- Adriana Lecouver - Francesco Cilea